# Sergio Cariello
Sergio Cariello (Recife, 23 de abril de 1964) é um quadrinista brasileiro. Ao longo de sua carreira, ele trabalhou para as principais editoras de histórias em quadrinhos, incluindo Marvel Comics e DC Comics, assim como para empresas independentes como CrossGen e Dynamite Entertainment. É irmão de outro quadrinista famoso, Octavio Cariello.

## Carreira
Sergio Carriello já queria ser um quadrinista desde os cinco anos de idade. Aos onze anos criou "Frederico, o Detetive", uma tira cômica semanal para um jornal local. Ele escreveu e desenhou a tira inteira sozinho. Foi publicada até quando Cariello completou quatorze anos de idade.
Cariello trabalhou em sua primeira história em quadrinhos, Dagon, the Worlds of HP Lovecraft, enquanto era aluno da Joe Kubert School of Cartoon and Graphic Art. Durante seu segundo ano nesta escola de desenho, Virginia Romita o contratou como letrista na Marvel. Enquanto ele estava trabalhando lá fez trabalhos a lápis para o Demolidor e em Marvel Comics Presents: Spellbound.
Quando Pat Garrahay saiu da Marvel e foi trabalhar na DC Comics, ofereceu trabalhos a Cariello em Deathstroke. Na DC ele fez desenhos para as os quadrinhos de Batman, Mulher Maravilha, Lanterna Verde, Flash, Azrael, dentre outros.
Ele também trabalhou como professor de desenho na Kubert School, onde ministrou diversos cursos por mais de sete anos. Ilustrou histórias do Cavaleiro Solitário para a Dynamite Entertainment. Ele recentemente finalizou a série Son of Samson com o escritor Gary Martin para a Zondervan. Ele também ilustrouA Bíblia em Ação  da David C. Cook Publishing, uma quadrinização da Bíblia, lançada no mercado editorial em 1 de setembro de 2010, inspirada na Picture Bible produzida por André LeBlanc, também publicada pela mesma editora.